# Tommy Lee

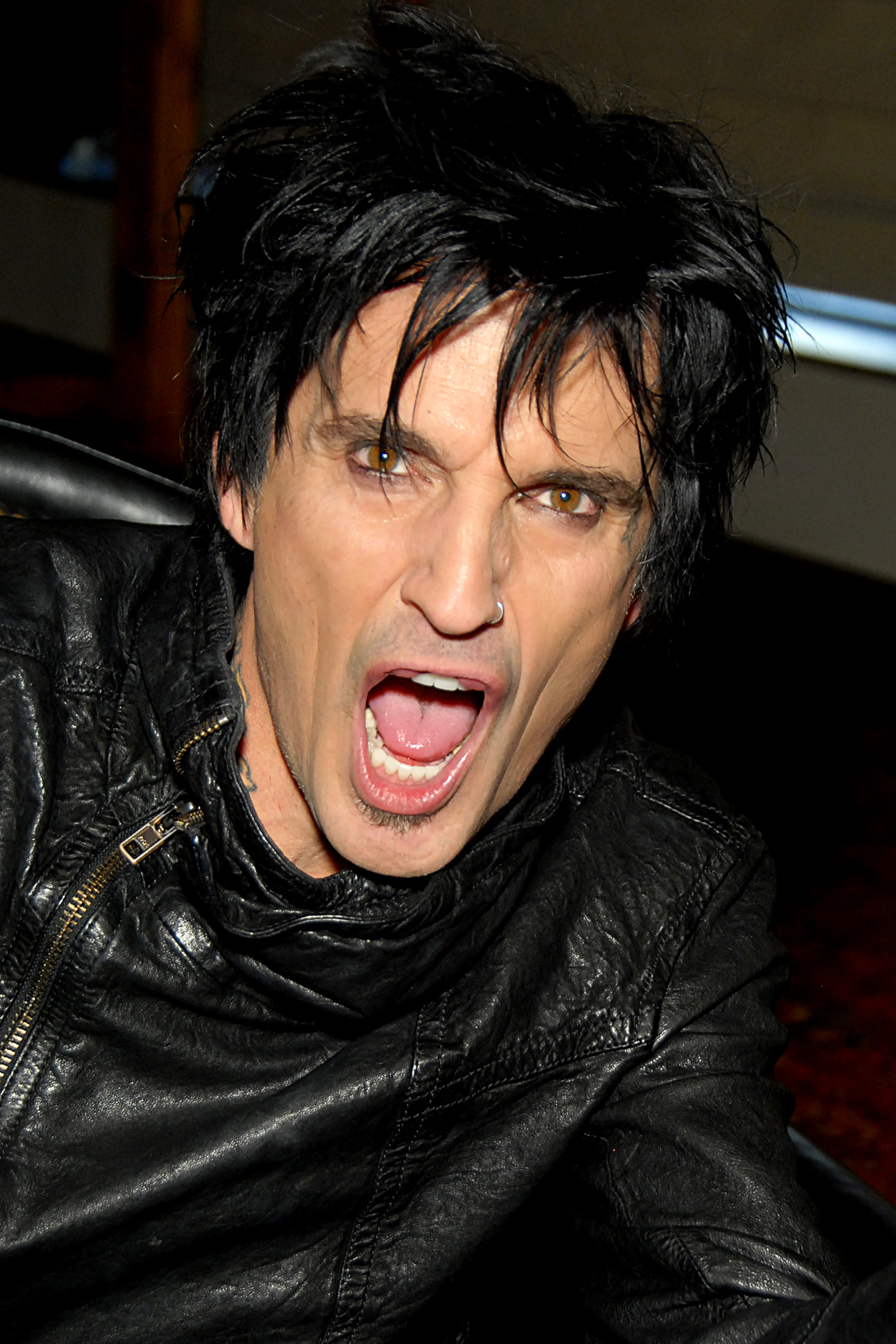
Tommy Lee (2012)

Tommy Lee (* 3. Oktober 1962 in Athen, Griechenland als Thomas Lee Bass) ist ein griechisch-US-amerikanischer Schlagzeuger. Er wurde sowohl bekannt als Schlagzeuger der Glam-Metal-Band Mötley Crüe als auch durch seine Exzesse und Skandale.

## Leben
Tommy Lee ist der Sohn eines US-amerikanischen Soldaten und einer Griechin. Zwei Jahre nach seiner Geburt zogen seine Eltern mit ihm nach Kalifornien. Er hat eine jüngere Schwester namens Athena Lee, die auch Schlagzeug spielt. Sie war mit James Kottak verheiratet, der von 1996 bis 2016 Schlagzeuger der deutschen Rockband Scorpions war.
Während seiner Jugend begann Lee, Schlagzeug zu spielen. Er war Fan von Deep Purple, KISS und Led Zeppelin. Er spielte u. a. in der Schulband der Royal Oak High School in Covina. Kurz vor dem Abschluss brach er die Schule ab, um sich auf seine Musikkarriere zu konzentrieren.
Seine erste Band war Suite 19 und bestand während der frühen 1980er Jahre. In dieser Zeit traf er seinen späteren Band-Kollegen Nikki Sixx. Dieser überredete ihn dazu, Suite 19 zu verlassen und mit ihm zusammen eine neue Band zu gründen. Lee trug fortan seinen zweiten Vornamen als Nachnamen und wurde von Sixx scherzhaft T-Bone genannt. Kurz danach trat der Gitarrist Mick Mars der Band bei, die sich Mötley Crüe nannte. Über Tommy Lee kam letztlich auch Vince Neil zur Band.
Mötley Crüe gewann schnell viele Fans. Tommy Lee begeisterte den Anhang durch seine spektakulären Drum-Soli, die er teilweise sogar kopfüber und um die eigene Achse rotierend spielte. Auf der Dr. Feelgood-Tournee hatte Tommy Lee während des Konzerts in der Stadt New Haven, Connecticut, am 7. April 1990 in der Veranstaltungshalle New Haven Coliseum einen schweren Unfall: Mit einem fliegenden Schlagzeug wurde Lee unterhalb der Hallendecke von einem Roadie in 30 Meter Höhe auf einer Bahn quer durch die Halle gezogen, dabei stürzte er mit einem Fuß an einem elastischen Seil hängend in die Tiefe in den Zuschauerraum und stieß dort mit seinem Schädel gegen den Kopf eines Besuchers, anschließend knallte Lee mit dem Kopf auf den Hallenboden und verlor das Bewusstsein. Erst im Krankenwagen kam der Schlagzeuger zu sich. Bei dem Unfall erlitt Lee eine Gehirnerschütterung. Wenige Tage später setzten Mötley Crüe die unterbrochene Tournee bereits wieder fort, mit derselben Showeinlage Das fliegende Schlagzeug von Tommy Lee, jedoch deutlich langsamer im Ablauf.

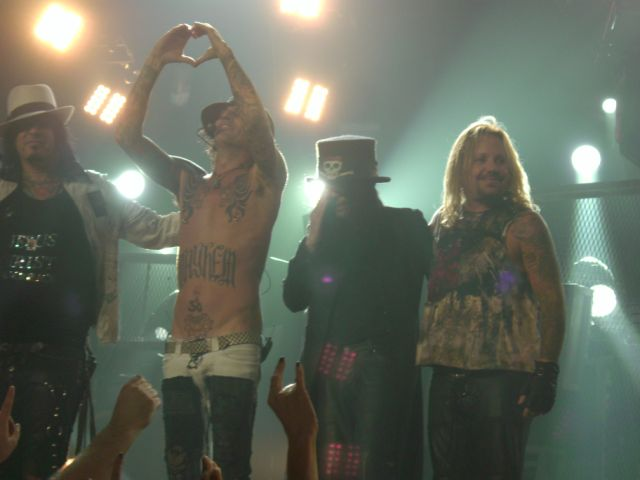
Lee (2. v. l.) mit Mötley Crüe (2008)

Während eines viermonatigen Gefängnisaufenthalts im Jahr 1998 reifte in ihm der Gedanke, Mötley Crüe zu verlassen, um sich häufiger seiner Familie widmen zu können. Tommy Lee musste damals in Haft als Konsequenz eines eskalierten Streits mit häuslicher Gewalt zwischen ihm und seiner Ehefrau Pamela Anderson. Nachdem Anderson ihm in der gemeinsamen Villa einen schmerzhaften Faustschlag gegen den Unterkiefer versetzt hatte, schubste Lee seine Frau und trat ihr mit dem Fuß in den Hintern. Anschließend verhafteten zwei von Anderson herbeigerufene Polizisten daheim Tommy Lee. Für eine Million Dollar Kaution kam er wieder auf freien Fuß. Ein Gericht verurteilte Lee zu sechs Monaten Gefängnis, die Lee in Einzelhaft verbrachte. Vordergründiger Auslöser für den gewalttätigen Streit war das Fehlen einer Pfanne zum Kochen in der Küche gewesen. Da Lee vier Jahre zuvor an einem Flughafen bei der Kontrolle mit einer halbautomatischen Pistole im Reisegepäck erwischt und dafür juristisch belangt worden war, verstieß er gegen Bewährungsauflagen, was sich strafverschärfend auswirkte. Seine Freiheitsstrafe verbüßte Tommy Lee im Los Angeles County Men's Central Jail. Wegen guter Führung wurde Lee jedoch nach vier Monaten Anfang September 1998 entlassen. Während der Haftzeit wurde Tommy Lee von anderen Mithäftlingen beschimpft und gemobbt, die ihm eine Lektion erteilen wollten, dass man als Mann eine Dame nicht schlagen darf. Deshalb musste Lee auf dem Gefängnisdach im Freien, wo alle Häftlinge zeitweise Ausgang erhielten, seine Pause in einem gesonderten Käfig verbringen, als Schutz vor den anderen Sträflingen, die ihn aggressiv beleidigten und Dreck nach ihm im Käfig warfen. Um für eventuelle Konflikte während der Haftzeit gewappnet zu sein, hatte Lee einen Monat lang vor Antritt der Freiheitsstrafe etwas Muskelaufbautraining betrieben. Andererseits gab es Gefangene, die es als aufregend empfanden, dass sich ein berühmter Rockstar in ihren Reihen befindet. In der 2002 auf Deutsch erschienenen Mötley-Crüe-Autobiographie The Dirt sind einige emotional wankelmütige Briefe von Tommy Lee abgedruckt, die er 1998 während seiner Zeit im Gefängnis an seine Ehefrau Pamela Anderson und seine beiden kleinen Söhne verfasste. In diesen Briefen schwankt Lee zwischen Angst, Hoffnung und Resignation, die Beziehung zu seiner Frau und das familiäre Glück mit seinen zwei Kindern wiederherstellen zu können. Außerdem steht in dem Buch ein Brief an den TV-Talkshow-Moderator Jay Leno, in dessen Fernsehsendung seine Frau Pamela Anderson zu Gast war, während Lee im Gefängnis saß. In diesem Brief kritisiert er Jay Leno für die Art und Weise, wie der TV-Moderator über Tommy Lees Fehlverhalten berichtete. Als Tommy Lee im Gefängnis war, las er etliche Sachbücher über die Themen Beziehung, Kindererziehung, spirituelles Leben und Buddhismus, um charakterlich an sich zu arbeiten und ein besserer Mensch zu werden. Zudem komponierte Lee in seiner Einzelzelle einige Songs für ein Soloprojekt. In der Abwesenheit ihres Noch-Ehemanns ging Pamela Anderson derweil ein Verhältnis mit ihrem einstigen Jugendfreund Kelly Slater ein, der ein bekannter Surf-Sportler ist. Tommy Lee wiederum begann nach der Haft eine kurzzeitige Affäre mit Schauspielerin und Starmodel Carmen Electra.
Nach der Crüe’s Greatest Hits Tour im Jahr 1999, die er zwar routiniert, jedoch ohne brennende Leidenschaft und in Gedanken längst bei seinem Soloprojekt heruntertrommelte, stieg Tommy Lee bei Mötley Crüe aus und gründete später die Rap-Metal-Band Methods of Mayhem. Während der Greatest-Hits-Tournee kam es am Flughafen von Las Vegas zwischen Sänger Vince Neil und Lee, der auf Bewährung war, zu einer Schlägerei, weswegen Lee beinahe noch während der laufenden Tournee der Band den Rücken gekehrt hätte. Bereits zuvor war es zwischen Neil und Lee, der es vorgezogen hätte, wenn Interimsmitglied John Corabi weiterhin der Sänger von Mötley Crüe geblieben wäre, um den aus der Zeit gefallenen Glam-Metal hinter sich zu lassen und verstärkt eine härtere Alternative-Rock-Gangart einzuschlagen, zunehmend zu Feindseligkeiten gekommen. In Bezug auf die künstlerische Ausrichtung warf Neil Lee vor, sich jedem aktuellen Trend anzupassen und seinem ursprünglichen musikalischen Profil nicht treu zu bleiben.
Obwohl Lee sich nach der Trennung von Mötley Crüe von diesen distanziert hatte, arbeitete er mit seinen ehemaligen Kollegen an der Biografie „The Dirt“ mit.

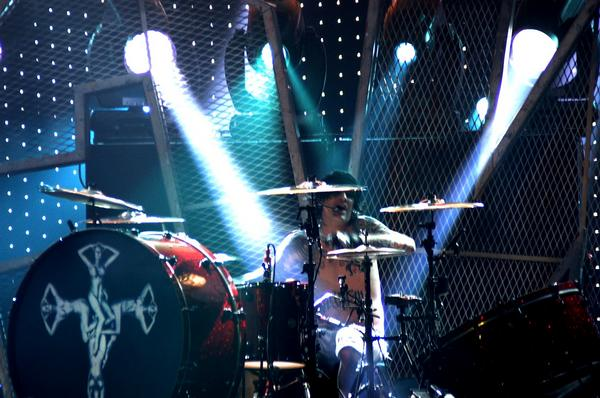
Live mit Mötley Crüe (2009)

Tommy Lee arbeitet auch mit Stuart Hamm („The Urge“), der Industrial-Rock-Band Nine Inch Nails („Downward Spiral“) und Rob Zombie („Hellbilly Deluxe“) zusammen. Für den Film Barb Wire, in dem seine damalige Ehefrau Pamela Anderson mitspielte, komponierte er die Titel-Melodie „Welcome to Planet Boom“. Für die „Electric Love Hogs“ agierte er als Produzent ihres ersten Albums.
Nach nur einem Jahr lösten sich Methods of Mayhem auf. Nach Gastspielen bei Incubus und Deftones brachte Lee sein erstes Solo-Album „Never a Dull Moment“ auf den Markt, das an alte Mötley-Crüe-Zeiten erinnerte.
2004 trat er wegen der Reunion-Tour wieder Mötley Crüe bei. Die Wiedervereinigung der Glam-Metal-Band brachte viel Medienrummel mit sich. „The Red, White & Crüe Tour 2005: Better Live Than Dead“ war die erste Tournee der Band nach 6 Jahren Pause. Sie spielten 81 Konzerte und nahmen dabei 33 Millionen Dollar ein (Billboard Boxscore - Australien-Tournee 2005 nicht eingerechnet).
Im Jahr 2004 wurde die Autobiografie „Tommyland“ veröffentlicht. In diesem Jahr besuchte er auch die Universität von Nebraska, um dort für die Reality-Show „Tommy Lee Goes to College“ (NBC) zu filmen. Dabei besuchte er diverse Kurse und spielte in der Collegeband. Im darauf folgenden Jahr erschien „Tommyland - The Ride“, sein zweites Solo-Album.
In der US-amerikanischen Castingshow Rock Star: Supernova suchte er zusammen mit Jason Newsted, Dave Navarro und Gilby Clarke einen Sänger für die aus der Show resultierende Band. Es gewann Lukas Rossi. Am 21. November 2006 wurde das Album Rock Star Supernova veröffentlicht, auf dem die Band um Tommy, Jason, Gilby und Lukas zu hören ist.
Seit kurzem hat er zusammen mit DJ Aero ein elektronisches Musikprojekt, das sie WTF? nannten.
2009 vereinigte er seine Band Methods of Mayhem wieder, und brachte mit dieser 2010 das Album A Public Disservice Announcement heraus.
Am 19. November 2019 kündigten Mötley Crüe ein Comeback an.
In der Filmobiographie The Dirt – Sie wollten Sex, Drugs & Rock’n’Roll (2019) über Mötley Crüe wird er von Machine Gun Kelly gespielt.

## Privatleben
Der Bekanntheitsgrad der Band stieg proportional zu dem der einzelnen Mitglieder. 1984 heiratete Lee die Stripperin Elaine Starchuk. Die Ehe hielt wenige Monate. Zwei Jahre später heiratete er schließlich die Schauspielerin Heather Locklear. Nachdem Lee auf Einladung seines Freundes Ron Jeremy auf einem Porno-Filmset Geschlechtsverkehr mit der Darstellerin Debi Diamond gehabt hatte, ließ sich Locklear 1993 von ihm scheiden. Als tiefere Ursachen für das Scheitern der Ehe nannte Tommy Lee den Narzissmus beider Ehepartner und die unvereinbaren Bestrebungen, die jeweils eigene Karriere voranzubringen, Locklear im Schauspielfach und Lee im Musikbusiness. Als seine Exfrau wenig später den Gitarristen Richie Sambora von Bon Jovi ehelichte und mit ihm eine kleine Tochter bekam, bedrückte diese Nachricht Tommy Lee, da sich der Schlagzeuger stets gemeinsame Kinder mit Heather Locklear gewünscht hatte, sie jedoch die Familienplanung ablehnte, um nicht durch eine Schwangerschaft ihre Schauspielkarriere zu gefährden.

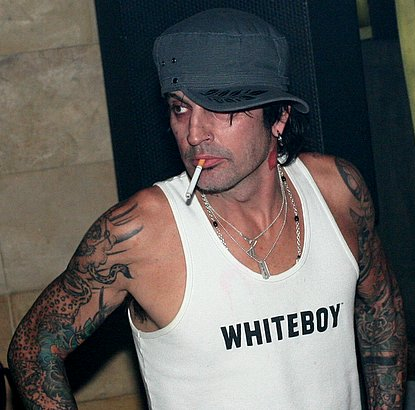
Lee (2005)

Am 19. Februar 1995 heiratete er die Schauspielerin Pamela Anderson, die mit ihm zwei Söhne hat und 1998 nach wiederholten Misshandlungen und Seitensprüngen ihres Gatten die Scheidung einreichte. Große Bekanntheit erlangte das private Porno-Video von Anderson und Lee, das 1995 während eines Hausboot-Urlaubs am Lake Mead von dem Paar amateurhaft aufgenommen wurde. Das prominente Ehepaar bewahrte das Videoband in einem 500 Pfund schweren Tresor auf, der in den Fußboden des heimischen Tonstudios von Tommy Lee, das sich im Keller seiner Villa befand, eingelassen und mit einem Teppich abgedeckt war. Als sich Anderson und Lee auf London-Reise befanden, hielten sich Handwerker in ihrer Villa auf, darunter ein Elektriker, der früher Pornodarsteller war und gute Kontakte zur Erotikindustrie besaß. Als das Ehepaar von der Reise zurückkehrte, war der massive Tresor gestohlen, in dem neben dem Sextape auch Schmuck lag. Lee und Anderson vermuten, dass der Elektriker mit der Pornovergangenheit das Videoband entwendete und weiterverkaufte. Kurze Zeit später veröffentlichte die Firma Internet Entertainment Group das Urlaubsvideo mit den Sexszenen des Ehepaars im damals noch neuen Medium Internet und als Kopie in hoher Auflage im Handel. Das Paar ging juristisch dagegen vor, unterlag jedoch vor Gericht: Der Richter urteilte, dass Pamela Anderson und Tommy Lee berühmte Persönlichkeiten von öffentlichem Interesse seien und die Verbreitung eines solchen Videofilms deshalb legitim sei. Das Video gilt heute als der meistverkaufte Porno-Film der Welt. 1998 verbüßte Lee eine viermonatige Haftstrafe, da er Anderson gestoßen und getreten hatte. Nach seiner Freilassung versuchten die beiden, sich wieder zu versöhnen, jedoch ohne Erfolg. Sie zeigte Lee erneut an, als er gegen seine Bewährungsauflagen verstieß, keinen Alkohol trinken zu dürfen. Ein Richter ließ ihn für fünf Tage einsperren und fügte weitere drei Jahre Bewährung hinzu. Als Lee und Anderson heirateten, ließen sie sich den Vornamen des jeweils anderen Ehepartners um einen Finger herum tätowieren, als symbolischer Ersatz für Eheringe. Nach der Trennung ließ Anderson den Vornamen Tommy in das Wort Mommy überstechen, Tommy Lee dagegen ließ den Vornamen Pamela vollständig entfernen.
Von 2001 bis 2003 war Lee mit Mayte Garcia liiert, der früheren Ehefrau von Prince. 2014 gab Lee bekannt, sich mit seiner Freundin Sofia „Sofi“ Toufa verlobt zu haben. Sie ist Deutsche mit griechischen Wurzeln und wohnt in Los Angeles, wo sie als Sängerin und Tänzerin arbeitet. Die Verlobung wurde jedoch 2017 gelöst. Seitdem ist Lee in einer Beziehung mit der Schauspielerin Brittany Furlan, die er am Valentinstag 2019 heiratete.

### Konflikte mit dem Gesetz
Die Ehe mit Pamela Anderson brachte ihm den Ruf eines trinkenden Schlägers ein. Dies war jedoch nicht Lees erster Konflikt mit dem Gesetz. 1980 wurden die damals noch unbekannten Mötley Crüe von der Gesundheitsbehörde von Los Angeles angezeigt, da sich der Müll in ihrer Wohnung meterweise stapelte. Das Schloss an ihrer Wohnungstür war ständig kaputt, da Polizisten die Tür mehrmals aufgrund von Drogenkonsum und Lärmbelästigung eingetreten hatten. Ein Streit mit einer Freundin verlief so heftig, dass mehrere Polizisten die Wohnung mit gezückten Waffen stürmen mussten.
Im Jahr 1987 verklagte eine Börsenmaklerin, die bei einem Konzert in der ersten Reihe gestanden hatte, die Band wegen eines Gehörschadens auf Schadenersatz. Die Band wurde zur Zahlung von 30.000 Dollar verurteilt. Während eines weiteren Konzerts wurden zwei junge Männer durch pyrotechnische Gegenstände verletzt. Einer der beiden verlor ein Auge. Die Versicherung entschädigte die beiden durch Zahlung einer Summe von über 175.000 Dollar.
Während derselben Zeit war Lee bekannt dafür, sich bei Konzerten vor dem Publikum komplett auszuziehen. 1989 wurde er in Cincinnati wegen Erregung öffentlichen Ärgernisses kurz unter Arrest gestellt.
Im Februar 1994 wurde er zu einem Jahr Bewährung verurteilt, als er beabsichtigte, auf dem Los Angeles International Airport eine Maschine mit einer halbautomatischen Waffe und Munition in seinem Gepäck zu besteigen.
Im selben Jahr wurde er nach einer Schlägerei in einem Nachtclub von Los Angeles mit Handschellen von der Polizei abgeführt, wenig später jedoch wieder entlassen. Wenige Tage vor Weihnachten wurde Lee nach einem Streit mit seiner Verlobten Bobbie Brown erneut verhaftet. Lee behauptete, dass Brown nur die Polizei verständigt habe, weil er einen 15.000 Dollar teuren Verlobungsring zurückverlangt und sie aus seinem Haus geworfen hatte. Nachdem Tommy Lee drei Stunden in einer Zelle verbracht hatte, versöhnten sich die beiden wieder.
Am 16. Juni 2001 ertrank der Sohn der Schauspielerin Ursula Karven während einer Kinder-Party im Pool des Schlagzeugers. Die Eltern des Jungen klagten Lee wegen Vernachlässigung der Aufsichtspflicht an und bemühten sich auch um einen Prozess. Die Vorwürfe gegen ihn wurden allerdings fallengelassen.

## Trivia
- Tommy Lee ist Mitglied der Tierrechtsorganisation PETA.
- 2016 listete ihn der Rolling Stone auf Rang 85 der 100 größten Schlagzeuger aller Zeiten.[22]

## Diskografie
- 1999: Methods of Mayhem
- 2002: Never A Dull Moment
- 2005: Tommyland: The Ride
- 2020: Andro